# Fogar, leder och ligament
Detta är en lista över kroppens fogar, leder och ligament

## Skallbenens förbindelser – Juncturae cranii.

### Juncturae fibrosae cranii
Bindvävsförbindelser mellan skallben.

### Syndesmoses cranii
Ligament, bindvävsband mellan skallben.
- Ligamentum pterygospinale
- Ligamentum stylohyoideum

### Suturae cranii
Bensömmar, fasta kollagena bindvävsförbindelser.
- Sutura coronalis
- Sutura sagittalis
- Sutura lambdoidea
- Sutura occipitomastoidea
- Sutura sphenofrontalis
- Sutura sphenoethmoidalis
- Sutura sphenosquamosa
- Sutura sphenoparietalis
- Sutura squamosa
- Sutura frontalis persistens; sutura metopica
- Sutura parietomastoidea
- Sutura squamosomastoidea
- Sutura frontonasalis
- Sutura frontoethmoidalis
- Sutura frontomaxillaris
- Sutura frontolacrimalis
- Sutura frontozygomatica
- Sutura zygomaticomaxillaris
- Sutura ethmoidomaxillaris
- Sutura ethmoidolacrimalis
- Sutura sphenovomeralis
- Sutura sphenozygomatica
- Sutura sphenomaxillaris
- Sutura temporozygomatica
- Sutura internasalis
- Sutura nasomaxillaris
- Sutura lacrimomaxillaris
- Sutura lacrimoconchlis
- Sutura intermaxillaris
- Sutura palatomaxillaris
- Sutura palatoethmoidalis
- Sutura palatina mediana
- Sutura palatina mtransversa

## Tändernas förankring i käken – Syndesmosis dentoalveolaris; gomphosis.

### Juncturae cartilaginae cranii
Skallbenens broskförbindelser.

### Synchondroses cranii
Skallenets hyalina broskförbindelser. Förbenas till största delen.
- Synchondrosis sphenooccipitalis
- Synchondrosis sphenopetrosa
- Synchondrosis petroocipitalis
- Synchondrosis intraoccipitalis posterior
- Synchondrosis intraoccipitalis anterior
- Synchondrosis sphenoethmoidalis

### Articulationes cranii
Skallens förbindelser.

### Articulatio temporomandibularis
Käkleden.
- Discus articularis
- Ligamentum laterale
- Ligamentum mediale
- Membrana synovialis superior
- Membrana synovialis inferior
- Ligamentum sphenomandibulare
- Ligamentum stylomandibulare

## Förbindelser mellans ryggradens kotor– Juncturae columnae vertebralis

### Syndesmoses columnae vertebralis
Ledband, bindvävsförbindelser mellan kotorna
- Ligamenta interspinalia
- Ligamenta flava
- Ligamenta intertransversaria
- Ligamentum supraspinale
- Ligamentum nuchae
- Ligamentum longitudinale anterius
- Ligamentum longitudinale posterius
- Ligamenta tranversa

### Synchondroses columnae vertebrae
Ryggradens broskförbindelser.

### Symphysis invertebralis
Trådbroskförbindelser mellan epifysskivor av hyalint brosk och angränsande kotkroppar.
- Discus intervertebralis
- Anulus fibrosus
- Nucleus pulposus

### Articulationes columnae vertebralis
Ryggradens förbindelser, leder mellan kotorna

### Articulatio atlantoaxialis mediana.
Led mellan dens, atlas och axis
- Ligamenta alaria
- Ligamenta apicis dentis
- Ligamentum cruciforme atlantis
- Ligamentum transversum atlantis
- Ligamentum iliolumbale
- Fasciculi longitudinales
- Membrana tectoria

### Articulatio atlantoaxialis lateralis.
Led mellan första halskotans facies articularis inferior och andra halskotans facies articularis superior.

### Articulationes zygapophysiales.
Ledförbindelser mellan kotornas processus articulares. Klinisk beteckning: "Små kotleder".

### Articulatio lumbosacralis.
Ledförbindelse mellan os sacrum och femteländkotan.

## Handens leder–articulatio manus

### Articulatio radiocarpalis.
Proximal handlovsled, bestående av proximala handlovsben och radius, inklusive discus articularis.
- Ligamentum radiocarpale dorsale
- Ligamentum radiocarpale palmare
- Ligamentum ulnacarpale dorsale
- Ligamentum ulnacarpale palmare
- Ligamentum collaterale carpi ulnare
- Ligamentum collaterale carpi radiale

### Articulationes carpi; articulationes intercarpales
Handlovsleder, leder mellan handlovens ben

### Articulatio mediocarpalis
Distal handlovsled mellan proximala och distala rader av handlovsben.
- Articulatio ossis pisiformis
- Ligamentum carpi radiatum
- Ligamenta intercarpalia dorsalia
- Ligamenta intercarpalia palmaria
- Ligamenta intercarpalia interossea
- Ligamentum pisohamatum
- Ligamentum pisometacarpale

### Canalis carpi
Handlovskanal "karpatunnel", belägen mellan på ena sidan av utbuktningen på båtbenet, (tuberculum ossis scaphoidei) och upphöjningen av den palmara sidan på det stora mångkantiga benet tuberculum ossis trapezii och på andra sidan, ärtbenet (os pisiforme) och hakbenets hakformade utskott, (hamulus ossis hamati). Täckt av (retinaculum musculorum flexorum). (Ligamentum carpi transversum).

### Articulationes carpometacarpales
Leder mellan distala handlovsben och andra till femte mellanhandsbenet. Amphiarthroser.
- Articulatio carpometacarpalis pollicis
- Ligamenta carpometacarpalia dorsalia
- Ligamenta carpometacarpalia palmaria

### Articulationes intermetacarpales
Leder mellan metakarpalbenens baser.
- Spatia interossea metacarpi
- Ligamenta metacarpalia dorsalia
- Ligamenta metacarpalia palmaria
- Ligamenta metacarpalia interossea

### Articulationes metacarpophalangeae
MP-leder, mellan metakarpalbenens huvuden och grundfalangernas proximala ändar.
- Ligamenta collateralia
- Ligamenta palmaria
- Ligamentum metacarpale transversum profundum

### Articulationes interphalangeae
Leder mellan fingrarnas falanger.
- Ligamenta collateralia
- Ligamenta palmaria